# Mackinac (průliv)
Mackinac (anglicky Straits of Mackinac) je průliv mezi Michiganským a Huronským jezerem, který tato dvě jezera z hydrologického hlediska spojuje v jediné jezero Michigan-Huron. Tvoří nejdůležitější spojnici přístavů na Michiganském jezeře s Atlantským oceánem a zároveň rozděluje stát Michigan na severní a jižní část.
Průliv je 64 km dlouhý a v nejužším místě 8 km široký. Jeho břehy mezi městy St. Ignace i Mackinaw City spojuje jeden z nejdelších mostů v této části světa, jehož střední zavěšená část má délku 1160 m. V průlivu se nachází ostrov Mackinac.